# Дементьев, Евгений Александрович
Евгений Александрович Дементьев (род. 17 января 1983 года в п. Таёжный, Ханты-Мансийский автономный округ) — российский лыжник, олимпийский чемпион 2006 года в дуатлоне, серебряный призёр в лыжном марафоне на 50 километров. Серебряный призёр чемпионата мира в Саппоро в 2007 году в эстафетной гонке 4×10 км, бронзовый призёр чемпионата мира в Оберстдорфе в 2005 году в эстафетной гонке 4х10 км.

## Биография
Воспитанник СДЮСШОР Советского района Ханты-Мансийского автономного округа. Первый тренер — Валерий Ухов. Получил приглашение в юниорскую сборную страны после победы на чемпионате России в 2000 году.
После завершения карьеры в 2009 году работал заместителем директора по научно-методической и медицинской работе в бюджетном учреждении «Центр спортивной подготовки сборных команд Югры». В 2011 году объявил о своём возвращении в большой спорт.

## Допинговый скандал
25 августа 2009 года заявил о завершении спортивной карьеры. Это заявление было сделано после получения Федерацией лыжных гонок России письма FIS с информацией о положительной пробе «А» Евгения Дементьева на допинг. Вот что сказал на следующий день после известия о положительной пробе «А» Евгений корреспонденту журнала «Лыжный спорт» Андрею Ариху в ответ на вопрос, на ком лежит вина за многочисленные допинговые скандалы последних лет — на самих спортсменах, или на врачах, тренерах, чиновниках или юристах:

«…- Кто виноват? Я не хочу искать виновных. Все — заложники происходящего. Отмечу лишь, что мы, спортсмены, на этой войне считаемся солдатами, мы удовлетворяем чьи-то амбиции, и погибаем мы всегда первые…» 

## Спортивная карьера
Звёздным часом Евгения Дементьева стали олимпийские игры 2006 в Турине, где он стал олимпийским чемпионом в дуатлоне и серебряным призёром в лыжном марафоне на 50 километров.
На чемпионатах мира Дементьев дважды становился призёром в эстафетных гонках: серебряным — в 2007 году в Саппоро и бронзовым — в 2005 в Оберстдорфе. Лучший результат в личных гонках — 22-е место.
На этапах Кубка мира одержал одну победу в дуатлоне на 30 км и одну победу в эстафете вместе с командой.
После завершения дисквалификации снова начал участвовать в международных соревнованиях, хотя в состав сборной на этапы Кубка мира не попадал. В феврале 2012 года впервые с 2009 года выступил на этапе Кубка мира, заняв 4-е место в скиатлоне в Рыбинске. Выступал в Кубке мира в начале сезона 2012/13. В сезоне 2014/15 выступал на этапе Кубка мира в Рыбинске. На чемпионате России 2016 года в Тюмени выиграл золото в скиатлоне и занял 4-е место на дистанции 15 км. Дементьев стал чемпионом России впервые с 2008 года. В начале сезона 2016/17 регулярно выступал на этапах Кубка мира, но после 18 декабря 2016 года (восьмое место в эстафете в составе команды России II) больше ни разу не выходил на старт этапов Кубка мира.
На чемпионате России 2022 года 39-летний Дементьев занял 86-е место на дистанции 15 км классическим стилем.

### Статистика выступлений в Кубке мира
| 2003/04 | Доббиако  | Доббиако | Давос | Давос  | Рамзау | Фалун | Отепя     | Отепя  | Ла-Клюз | Ла-Клюз | Оберстдорф | Уми   | Тронхейм | Осло  | Лахти  | Лахти | Праджелато | Праджелато | Итоги | Итоги |
| 2003/04 | 30 Св Мст | Спринт   | 15 Кл | Э 4x10 | 10 Св  | 30 Д  | 30 Кл Мст | Э 4x10 | 15 Св   | Э 4x10  | 30 Д       | 15 Кл | С 1.5 Св | 50 Св | С 1 Св | 15 Кл | С 1.3 Св   | 30 Св      | Очков | Место |
| 2003/04 | 39        | 8        | 35    | 9      | 19     | 18    | 38        | 4      | 23      | 3       | 18         | 2     | 69       | 7     | 56     | 12    | 37         | 36         | 184   | 33    |

| 2004/05 | Галливаре | Куусамо | Куусамо | Лаго Ди Тесеро | Лаго Ди Тесеро | Рамзау    | Отепя | Нове-Место | Нове-Место | Райт-им-Винкль | Лахти | Осло  | Фалун | Фалун  | Итоги | Итоги |
| 2004/05 | 15 Кл     | 15 Св   | 15 Кл   | 30 Д           | Э 4x10         | 30 Св Мст | 15 Кл | 15 Св      |            | 15 Св          | 15 Св | 50 Кл | 30 Д  | Э 4х10 | Очков | Место |
| 2004/05 | 14        | 5       | 7       | 6              | 4              | 6         | 19    | 33         | 38         | 35             | 5     | 16    | 1     | 7      | 351   | 9     |

| 2005/06 | Бейтоштолен | Бейтоштолен | Куусамо | Куусамо | Нове-Место | Нове-Место | Отепя | Лаго-ди-Тезеро | Оберстдорф | Оберстдорф | Фалун | Осло  | Саппоро | Итоги | Итоги |
| 2005/06 | 15 Кл       | Э 4x10      | 15 Кл   | 15 Св   | С 1,2 Св   | 15 Св      | 15 Кл | 30 Св Мст      | 30 Д       | С 1,2 Кл   | 20 Д  | 50 Св | 30 Д    | Очков | Место |
| 2005/06 | 44          | 4           | 17      | 23      | 44         | 26         | 12    | 2              | 20         | DNS        | DNS   | 53    | 42      | 140   | 38    |

| 2006/07 | Галливаре | Галливаре | Куусамо | Когне | Ла-Клюз   | Ла-Клюз | Тур де Ски | Рыбинск   | Отепя | Давос | Лахти | Итоги | Итоги |
| 2006/07 | 15 Св     | Э 4x10    | 15 Кл   | 15 Кл | 30 Св Мст | Э 4x10  | 102 См     | 30 Св Мст | 15 Кл | 15 Св | 15 Кл | Очков | Место |
| 2006/07 | 52        | 2         | 18      | 3     | 3         | 1       | 8          | 9         | 23    | 17    | 26    | 317   | 13    |

| 2007/08 | Бейтоштолен | Бейтоштолен | Куусамо | Давос | Давос  | Рыбинск   | Рыбинск | Тур де Ски | Канмор | Канмор | Либерец | Фалун | Фалун  | Лахти | Осло  | Бормио | Бормио | Итоги | Итоги |
| 2007/08 | 15 Св       | Э 4x10      | 15 Кл   | 15 Кл | Э 4x10 | 30 Св Мст | С Св    | 102 См     | 30 Д   | 15 Св  | 11,4 Св | 30 Д  | Э 4x10 | 15 Кл | 50 Св | 3,3 Св | 15 Св  | Очков | Место |
| 2007/08 | 39          | 3           | 14      | 37    | 9      | 28        | 51      | 9          | 37     | 21     | 56      | 8     | 10     | 48    | 20    | 20     | 30     | 251   | 29    |

| 2008/09 | Галливаре | Галливаре | Куусамо | Ла-Клюз   | Ла-Клюз | Давос | Итоги | Итоги |
| 2008/09 | 15 Св     | Э 4x10    | 15 Кл   | 30 Св Мст | Э 4x10  | 15 Кл | Очков | Место |
| 2008/09 | 44        | 5         | 10      | 42        | 10      | 38    | 354   | 21    |

## Интересные факты
Следит за шоссейным велоспортом, болел за Александра Винокурова.[значимость факта?]